# Chrysozephyrus
Chrysozephyrus (лат.) — род дневных бабочек из семейства голубянок.

## Описание
Верхняя сторона крыльев самцов обычно золотисто-зелёная, голубоватая, блестящая. При смачивании спиртом окраска верха крыльев самцов становится бронзово-фиолетовой. На задних крыльях имеются хвостики длиной 3 мм. Верхняя сторона крыльев самки обычно тёмно-коричневая. Глаза волосатые. Передние лапки самцов несегментированные.

## Ареал
Дальний Восток России, Япония, Корея, Северный, Северо-Восточный и Восточный Китай.

## Виды
- Chrysozephyrus  abeorum
- Chrysozephyrus brillantinus
- Chrysozephyrus disparatus
- Chrysozephyrus duma
- Chrysozephyrus dumoides
- Chrysozephyrus esakii
- Chrysozephyrus fujiokai
- Chrysozephyrus gaoi
- Chrysozephyrus garmanitus
- Chrysozephyrus haradai
- Chrysozephyrus hatoyamai
- Chrysozephyrus hisamatsusanus
- Chrysozephyrus intermedius
- Chrysozephyrus inthanonensis
- Chrysozephyrus jiroi
- Chrysozephyrus kabrua
- Chrysozephyrus kimurai
- Chrysozephyrus koizumii
- Chrysozephyrus laoshanensis
- Chrysozephyrus letha
- Chrysozephyrus linae
- Chrysozephyrus marginatus
- Chrysozephyrus meili
- Chrysozephyrus mushaellus
- Chrysozephyrus nigroapicalis
- Chrysozephyrus nishikaze
- Chrysozephyrus nosei
- Chrysozephyrus okamurai
- Chrysozephyrus rarasanus
- Chrysozephyrus sakakibarai
- Chrysozephyrus sakula
- Chrysozephyrus sandersi
- Chrysozephyrus scintillans
- Chrysozephyrus shakunage
- Chrysozephyrus setohi
- Chrysozephyrus shimizui
- Chrysozephyrus sikkimensis
- Chrysozephyrus smaragdinus
- Chrysozephyrus souleana
- Chrysozephyrus splendidulus
- Chrysozephyrus suroia
- Chrysozephyrus tatsienluensis
- Chrysozephyrus tienmushanus
- Chrysozephyrus triloka
- Chrysozephyrus tytleri
- Chrysozephyrus uedai
- Chrysozephyrus vietnamicus
- Chrysozephyrus vittatus
- Chrysozephyrus wakaharai
- Chrysozephyrus watsoni
- Chrysozephyrus yoshikoae
- Chrysozephyrus yuchingkinus
- Chrysozephyrus yunnanensis
- Chrysozephyrus zoa